# لوسيوس غيليوس بوبليكولا
كان لوسيوس غيليوس بوبليكولا سياسيا رومانيا وأحد قناصل الجمهورية الرومانية عام 72 ق.م مع غنايوس كورنيليوس لينتولوس كلوديانوس. كما اشتهر بكونه أحد الجنرالات الذين واجهوا سبارتاكوس في حرب العبيد الثالثة.